# Boiga trigonata
Boiga trigonata este o specie de șerpi din genul Boiga, familia Colubridae, descrisă de Wolfgang Schneider în anul 1802. A fost clasificată de IUCN ca specie cu risc scăzut.

## Subspecii
Această specie cuprinde următoarele subspecii:
- B. t. trigonata
- B. t. melanocephala

## Galerie

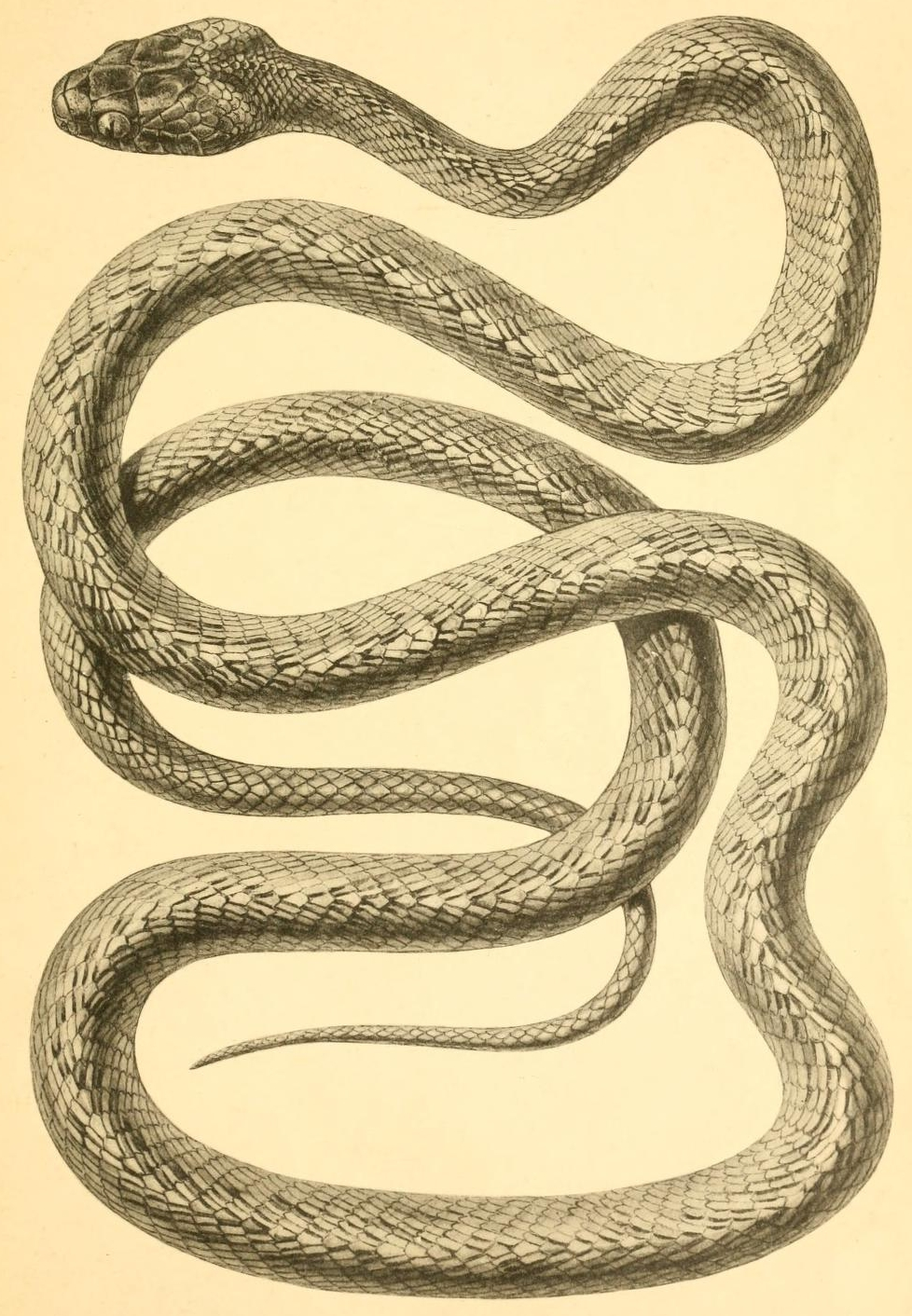